# DM33

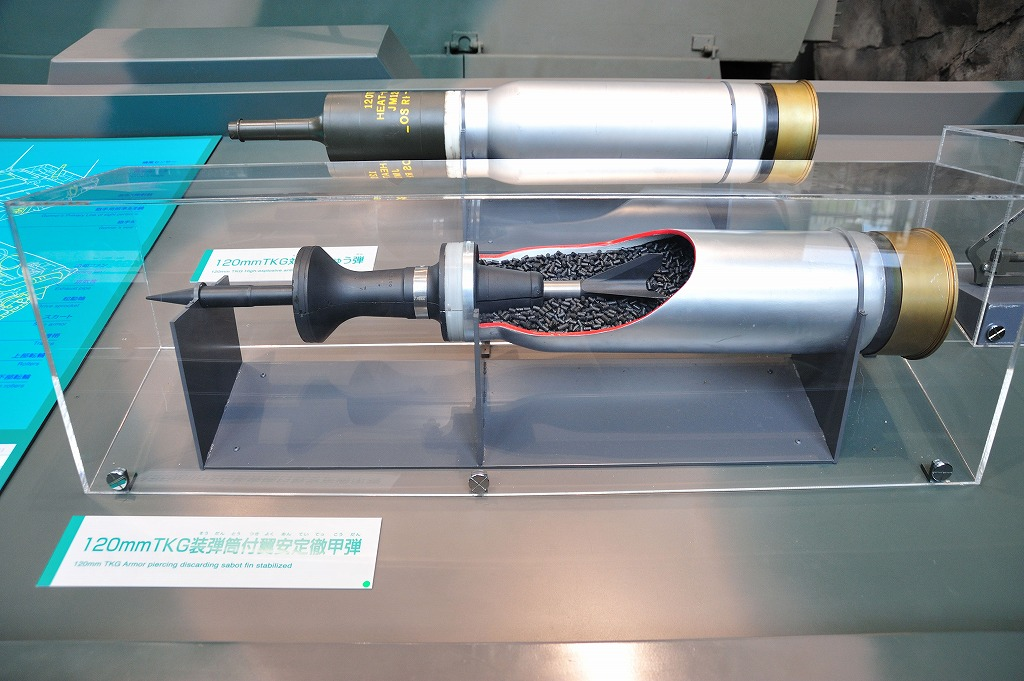
陸上自衛隊のJM33（奥はDM12A1 HEAT-MP弾）

DM33は、西ドイツのラインメタル社が開発したAPFSDS弾。北大西洋条約機構（NATO）の標準規格 (120×570mm NATO) に準拠している。日本でもJM33としてライセンス生産され、陸上自衛隊で使用されている。

## 概要
ドイツ陸軍は、1970年に次期主力戦車としてレオパルト2の採用を決定し、1978年より先行量産型の受領を開始した。同車は主砲（戦車砲）としてラインメタル 120 mm L44を搭載していたが、これは滑腔砲であるため、同時に翼安定式の徹甲弾（APFSDS）としてDM13も採用された。また1983年には第2世代のAPFSDS弾として、弾心をタングステン製・モノブロック構造としたDM23が採用されたが、これは1982年のイスラエル国防軍のレバノン内戦への介入作戦（ガリラヤの平和作戦）においてその威力を実証していたイスラエル・ミリタリー・インダストリーズ（IMI）社のM111「ヘッツ」をライセンス生産したものであった。
そして第3世代のAPFSDS弾として採用されたのが本弾薬であり、1987年よりドイツ陸軍のレオパルト2戦車への搭載を開始した。弾心はDM23と同様のタングステン製・モノブロック構造だが、高L/D化によって貫徹力の向上を図っている。弾丸部は弾心を中心として、風防や安定翼、曳光部、そして装弾筒によって構成される。装弾筒はアルミニウム合金製で3つに分割されており、ナイロン製のバンドで結合されている。また薬莢は半燃焼式で、側面円筒は発射薬と同質のニトロセルロース等、底部は鋼製である。

## 諸元・性能
諸元
- 完成弾重量: 19 kg
- 完成弾全長: 980 mm
- 弾丸部重量: 7.3 kg
- 弾丸部全長: 643 mm
- 弾心重量: 4.3 kg

性能
- 距離0 km - 経過時間0.0秒、速度1,650メートル毎秒、貫徹力540 mm
- 距離1 km - 経過時間0.6秒、速度1,573メートル毎秒、貫徹力499 mm
- 距離2 km - 経過時間1.3秒、速度1,498メートル毎秒、貫徹力459 mm
- 距離3 km - 経過時間2.0秒、速度1,425メートル毎秒